# Joachim Popper
Joachim Popper (* 20. Oktober 1722 in Bresnitz; † 10. Mai 1795 in Prag) (später Joachim Edler von Popper) war ein jüdischer Unternehmer und Hoffaktor in Österreich.
Der Vater, Wolf Popper, war Händler und versah das Amt eines Obersten Richters der böhmischen Judenschaft.
Joachim Popper handelte in Prag mit Fischbein, Kali, Wolle sowie Textilien und hatte intensive Geschäftsbeziehungen zum böhmischen Adel als auch zu den Habsburgern, die ihm großen politischen Einfluss verschafften. Während des Siebenjährigen Krieges war er Lieferant der Österreichischen Armee. In den 1780er-Jahren gründete er mit seinem erworbenen Kapital ein Devisenhandelsunternehmen in Wien. Gleichzeitig engagierte er sich auch im gerade freigegebenen Tabakhandel. Er unterstützte jüdische Bildungs- und Wohltätigkeitseinrichtungen.
Im Jahr 1790 wurde er, ohne zum Christentum zu konvertieren, geadelt. Er gehört zu den ersten jüdischen Nobilitierten in der Habsburgermonarchie.
Nach seinem Tod wurde Joachim Popper auf dem Jüdischen Friedhof (Žižkov) beigesetzt.
Er hatte keine eigenen Kinder, adoptierte aber mehrere Neffen, die auch seinen Adelsrang weiterführen durften. Seine Adoptivtochter Elke Joß heiratete 1773 den Frankisten Moses Dobruška und nannte sich nach der Konversion zum Katholizismus 1775 Wilhelmine Schönfeld. Dobruška wurde 1794 als Jakobiner Junius Frey in Paris hingerichtet.